# Riparbella
Riparbella é uma comuna italiana da região da Toscana, província de Pisa, com cerca de 1.326 habitantes. Estende-se por uma área de 58 km², tendo uma densidade populacional de 23 hab/km². Faz fronteira com Castellina Marittima, Cecina (LI), Chianni, Lajatico, Montecatini Val di Cecina, Montescudaio.

## Demografia
| Variação demográfica do município entre 1861 e 2011                               |
|                                                                                   |
| Fonte: Istituto Nazionale di Statistica (ISTAT) - Elaboração gráfica da Wikipedia |